# Stompa
Stompa è un personaggio immaginario dell'Universo DC creata da Jack Kirby e pubblicata su albi a fumetti editi dalla DC Comics. Comparve per la prima volta in Mister Miracle (vol. 1) n. 6 (gennaio 1972).

## Biografia del personaggio
Stompa fu una delle giovani più promettenti dell'orfanotrofio di Nonnina Bontà. A causa della sua forza e della sua natura spietata, Stompa fu addestrata per diventare uno dei membri fondatori delle Furie Femminili. Dimostrando lealtà verso Nonnina Bontà, ribellò velocemente alla prima leader delle Furie, Big Barda, e la attaccò sulla Terra. Quando Big Barda ritornò su Apokolips, però, Stompa si unì alla sua infiltrazione nella Sezione Zero, con grande sgomento di Nonnina Bontà. Rifugiandosi sulla Terra, Stompa e le altre Furie aiutarono Mister Miracle in numerose missioni e nel suo lavoro come stuntman. Successivamente fecero ritorno su Apokolips e furono puniti per il loro tradimento.
Le Furie furono inviate sulla Terra per ritrovare Glorioso Godfrey, e Stompa entrò in conflitto con la Suicide Squad. Si batté con Killer Croc, che non fu in grado di ferirla, e quindi Stompa lo mise subito fuori gioco. Le Furie furono quindi in grado di prendere Godfrey e partire, ma adesso senza Bernadeth, tradita da Lashina. Stompa rimase indifferente a questa situazione tra le due Furie, ma quando Lashina portò la Suicide Squad su Apokolips, Stompa combatté subito contro Big Barda, che aveva l'abitudine di dimenticarsi di lei. Stompa venne sconfitta, ma successivamente ricomparve insieme alle altre Furie quando furono inviate a catturare Mister Miracle.
Il loro avversario finì per tornare su Apokolips mentre un sapone in vendita causò inavvertiti sentimenti di pace. Portarono a compimento la loro missione, ma durante la battaglia seguente, Stompa riuscì a liberare il carico che teneva il "sapone detergente". Le Furie, confuse dal sapone, furono quindi sgridate da Darkseid e successivamente punite, così Mister Miracle fu in grado di fuggire.
Stompa si batté anche con Superman in numerose occasioni, così come con le sue controparti Superboy e Supergirl, la Young Justice, e Martian Manhunter. Durante un litigio con Batman e Superman sull'Isola Paradiso, Stompa e le Furie uccisero Harbinger, e pochi momenti dopo Big Barda le scagliò una lancia che la trafisse. Si presume che non sopravvisse, ma come Nuova Dea, riuscì a rimettersi e ritornò al suo servizio al fianco delle Furie. Ricomparve con le altre Furie Femminili quando si batterono con Orion.
In Crisi finale, Stompa fu una delle Furie il cui spirito si impossessò del corpo di una delle supereroine o supercriminali della Terra, e il suo corpo fu quello di Giganta, anche se fu rinominata Gigantrix dalle sue compagne. Indossò la sua famigliare maschera del teschio sulle ossa incrociate della sua incarnazione di Nuova Dea, ma fu sconfitta da Wonder Woman.

## Poteri e abilità
Stompa è una donna massiccia e il membro più forte delle Furie Femminili, possiede super forza e resistenza. Utilizza i suoi stivali di anti-materia per schiacciare le sue vittime, e può creare terremoti o vibrazioni saltando sul terreno. Stompa è anche un'esperta nel combattimento corpo a corpo ed è un'esperta nell'uso di armi bianche.

## Altri media

### Cinema
- Stompa compare nel film animato Superman/Batman: Apocalypse, doppiata da Andrea Romano. Tentò di spiaccicare Wonder Woman ma prima di finirla fu uccisa da Big Barda che la pugnalò alla schiena con una lancia.

### Televisione
- Stompa (rinominata Stivale nell'edizione italiana) comparve in numerosi episodi della serie animata Superman doppiata da Diane Delano. La sua prima apparizione è nel doppio episodio Supergirl (Little Lost Girl in originale) dove -  assieme a Lashina (Frusta) e Mad Harriet (Artiglio D'acciaio)  - viene convocata da Granny Goodness (Nonna Bontà) per sconfiggere Supergirl. Comparve come la più forte delle Furie, anche se non fu mai all'altezza di Superman. Comparve poi nell'episodio di fine serie Attacco alla Terra (prima parte), dove lei e altri gioirono per il successo di Superman, ma successivamente lo attaccarono quando l'Uomo d'Acciaio le tradì.
- Stompa comparve nell'episodio Il sopravvissuto, della serie animata Justice League Unlimited.
- Stompa comparve nell'episodio Scontro nell'arena della serie animata Batman: The Brave and the Bold. Lei e la sua compagna di squadra Lashina servirono come membri delle Furie di Mongal. Si batté con Batman, che la sconfisse grazie agli esplosivi.
- Stompa comparve nello special televisivo DC Super Hero Girls, doppiata da April Stewart.

### Videogiochi
- Stompa compare in DC Universe Online.
- In Scribblenauts Unmasked: A DC Comics Adventure, Stompa è una delle migliaia di personaggi che possono essere convocate dal giocatore.